# Aljaksandr Kulakou
Aljaksandr Wiktarawitsch Kulakou (belarussisch Аляксандр Віктаравіч Кулакоў, russisch Александр Викторович Кулаков Alexander Wiktorowitsch Kulakow; * 15. Mai 1983 in Minsk, Weißrussische SSR) ist ein belarussischer Eishockeyspieler, der seit 2018 erneut beim HK Junost Minsk in der belarussischen Extraliga unter Vertrag steht.

## Karriere
Aljaksandr Kulakou begann seine Karriere als Eishockeyspieler in seiner Heimatstadt beim HK Junost Minsk, für dessen Profimannschaft er in der Saison 2000/01 sein Debüt in der belarussischen Extraliga gab. Anschließend wechselte der Angreifer zum Stadtnachbarn HK Keramin Minsk, mit dem er 2002 das Double aus Belarussischer Meister und Pokal gewann. Nach einer Spielzeit beim HK Wizebsk unterschrieb er zur Saison 2003/04 beim HK Dinamo Minsk, mit dem er 2005 und 2006 jeweils den nationalen Pokalwettbewerb sowie in der Saison 2006/07 die nationale Meisterschaft gewann. Einzig während einigen Spielen der Saison 2003/04 lief er parallel für seinen Ex-Club HK Junost Minsk sowie in den Playoffs der folgenden Spielzeit für Chimik-SKA Nawapolazk auf.
Für Dinamo Minsk erzielte Kulakou in der Saison 2008/09 in der neu gegründeten Kontinentalen Hockey-Liga in 37 Spielen sechs Tore und bereitete weitere zehn vor. Die Spielzeit beendete er allerdings in der Extraliga bei seinem Ex-Club Keramin Minsk. Für die Saison 2009/10 kehrte der Nationalspieler in den KHL-Kader Dinamos zurück. In den folgenden vier Spieljahren absolvierte er für Dinamo über 200 KHL-Partien, ehe er im Mai 2013 von Torpedo Nischni Nowgorod verpflichtet wurde. Für Torpedo absolvierte er jedoch nur 16 KHL-Partien und kehrte ein Jahr später zu Dinamo zurück.

### International
Für Belarus nahm Kulakou im Juniorenbereich an der U18-Junioren-Weltmeisterschaft 2000 und der U18-Junioren-B-Weltmeisterschaft 2001, sowie den U20-Junioren-Weltmeisterschaften 2001, 2002 und 2003 teil. Im Seniorenbereich trat er für Belarus bei den Weltmeisterschaften 2007, 2008, 2009, 2010, 2011, 2012 und 2013  sowie den Olympischen Winterspielen 2010 an.

## Erfolge und Auszeichnungen
- 2001 Aufstieg in die Top Division bei der U18-Junioren-Weltmeisterschaft der Division I
- 2002 Belarussischer Meister mit dem HK Keramin Minsk
- 2002 Belarussischer Pokalsieger mit dem HK Keramin Minsk
- 2005 Belarussischer Pokalsieger mit dem HK Dinamo Minsk
- 2006 Belarussischer Pokalsieger mit dem HK Dinamo Minsk
- 2007 Belarussischer Meister mit dem HK Dinamo Minsk
- 2009 Spengler-Cup-Gewinn mit dem HK Dinamo Minsk
- 2019 Belarussischer Meister mit dem HK Junost Minsk

## KHL-Statistik
(Stand: Ende der Saison 2010/11)